# Теодорович, Николай Иванович
Никола́й Ива́нович Теодоро́вич (1856—1920-е) — русский писатель, историк и краевед.

## Биография
Николай Теодорович родился в 1856 году в семье православного священника, образование получил в Санкт-Петербургской духовной академии.
Занимал должность инспектора народных училищ Седлецкой учебной дирекции, подготовил и опубликовал «Описание учебных заведений и главнейших местностей Седлецкой губернии» (1906). Н. И. Теодорович работал также преподавателем Волынской духовной семинарии в городе Кременец.
Педагог тесно сотрудничал с Волынским епархиальным историко-статистическим комитетом. На Волыни он являлся одним из инициаторов активизации краеведческого движения.
Опубликовал более 30 печатных работ. Среди главных изданий — энциклопедический справочник городов, сел и приходов Волынской губернии. Результаты исследований истории Владимира на начальном этапе были основополагающими. Всего вышло 5 томов.
Николай Иванович Теодорович умер в 1920-е годы.

## Главные труды
- «Историко-статистическое описание церквей и приходов Волынской епархии» (в 5 т., 1888—1903).
- «Город Владимир Волынский» (Почаев, 1893).
- «Учение Тридентского собора о первородном грехе и оправдании в связи с православным и протестантским учением о том же предмете» (Почаев, 1886).
- «Волынская духовная семинария», исторический очерк (Почаев, 1901).